# Werner Weckert
Werner Weckert (nascido em 23 de agosto de 1938) é um ex-ciclista suíço. Weckert competiu nos Jogos Olímpicos de Verão de 1960 em Roma, onde foi membro da equipe suíça de ciclismo que competiu na perseguição por equipes de 4 km em pista.